# Marta Assijatowna Paigina
Marta Assijatowna Paigina (russisch Марта Асиятовна Пайгина; englische Schreibweise Marta Paigina; * 3. März 1999) ist eine ehemalige russische Tennisspielerin.

## Karriere
Paigina begann mit fünf Jahren das Tennisspielen und bevorzugte Hartplätze. Sie spielte vor allem bei Turnieren der ITF Women’s World Tennis Tour, wo sie elf Titel im Einzel und einen im Doppel gewinnen konnte.

## Turniersiege

### Einzel
| Nr. | Datum              | Turnier               | Kategorie   | Belag             | Finalgegnerin       | Ergebnis       |
| --- | ------------------ | --------------------- | ----------- | ----------------- | ------------------- | -------------- |
| 1.  | 14. Dezember 2014  | Tel Aviv              | ITF $10.000 | Hartplatz         | Olha Fridman        | 6:1, 2:6, 7:63 |
| 2.  | 1. Februar 2015    | Aktobe                | ITF $10.000 | Hartplatz (Halle) | Valeriya Urzhumova  | 6:4, 6:0       |
| 3.  | 20. September 2015 | Antalya               | ITF $10.000 | Hartplatz         | Chantal Škamlová    | 7:63, 6:3      |
| 4.  | 25. Oktober 2015   | Ramat Hasharon        | ITF $10.000 | Hartplatz         | Deniz Khazaniuk     | 6:4, 6:4       |
| 5.  | 20. Dezember 2015  | Port El-Kantaoui      | ITF $10.000 | Hartplatz         | Isabella Schinikowa | 6:2, 6:3       |
| 6.  | 5. Juni 2016       | Kiryat Shmona         | ITF $10.000 | Hartplatz         | Ana Veselinović     | 6:3, 6:1       |
| 7.  | 9. Oktober 2016    | Ramat Hasharon        | ITF $10.000 | Hartplatz         | Vlada Ekshibarova   | 6:1, 6:4       |
| 8.  | 27. November 2016  | Iraklio               | ITF $10.000 | Hartplatz         | Cristiana Ferrando  | 7:5, 6:3       |
| 9.  | 11. Dezember 2016  | Ramat Gan             | ITF $10.000 | Hartplatz         | Deniz Khazaniuk     | 6:2, 6:1       |
| 10. | 19. März 2017      | Solarino              | ITF $15.000 | Teppich           | Petra Krejsová      | 6:74, 6:3, 6:3 |
| 11. | 5. November 2017   | Sant Cugat del Vallès | ITF $25.000 | Sand              | Olga Danilović      | 2:6, 6:4, 6:3  |

### Doppel
| Nr. | Datum             | Turnier  | Kategorie   | Belag     | Partnerin    | Finalgegnerinnen            | Ergebnis |
| --- | ----------------- | -------- | ----------- | --------- | ------------ | --------------------------- | -------- |
| 1.  | 13. Dezember 2014 | Tel Aviv | ITF $10.000 | Hartplatz | Julia Helbet | Valeria Patiuk Keren Shlomo | 6:4, 6:2 |